# Discografie van Rodney Crowell
De discografie van Rodney Crowell, een Amerikaanse countryartiest, bestaat uit 17 studioalbums en 39 singles. Hoewel hij in 1978 voor het eerst in Hot Country Songs hitlijst kwam, bereikte hij pas in 1981 de top 40 in die hitlijst met Stars on the Water. Zijn album Diamonds & Dirt uit 1988 produceerde vijf opeenvolgende nummer één singles, de enige in zijn carrière.

## Studioalbums

### De jaren 1970 en 1980
| Titel                                                    | Albumdetails                                                                                | Hoogste posities | Hoogste posities | Hoogste posities | Hoogste posities | Certificaties          |
| Titel                                                    | Albumdetails                                                                                | US Country       | US               | AUS              | CAN Country      | Certificaties          |
| -------------------------------------------------------- | ------------------------------------------------------------------------------------------- | ---------------- | ---------------- | ---------------- | ---------------- | ---------------------- |
| Ain't Living Long Like This                              | - Publicatiedatum: 1978 - Label: Warner Bros. Records - Formaten: lp, 8-track, cd, cassette | —                | —                | —                | —                |                        |
| But What Will the Neighbors Think                        | - Publicatiedatum: 1980 - Label: Warner Bros. Records - Formaten: lp, 8-track, cd, cassette | 64               | 155              | —                | —                |                        |
| Rodney Crowell                                           | - Publicatiedatum: 1981 - Label: Warner Bros. Records - Formaten: lp, 8-track, cd, cassette | 47               | 105              | 63               | —                |                        |
| Street Language                                          | - Publicatiedatum: 1986 - label: Columbia Records - Formaten: lp, cd, cassette              | 38               | 177              | —                | —                |                        |
| Diamonds & Dirt                                          | - Publicatiedatum: 30 maart 1988 - Label: Columbia Records - Formaten: lp, cd, cassette     | 8                | —                | —                | 9                | - CAN: Gold - US: Gold |
| Keys to the Highway                                      | - Publicatiedatum: 10 oktober 1989 - Label: Columbia Records - Formaten: lp, cd, cassette   | 15               | 180              | —                | —                |                        |
| "—" geeft publicaties aan die niet in de hitlijst kwamen |                                                                                             |                  |                  |                  |                  |                        |

### De jaren 1990
| Titel                                                    | Albumdetails                                                                      | Hoogste posities | Hoogste posities | Hoogste posities |
| Titel                                                    | Albumdetails                                                                      | US Country       | US               | CAN Country      |
| -------------------------------------------------------- | --------------------------------------------------------------------------------- | ---------------- | ---------------- | ---------------- |
| Life Is Messy                                            | - Publicatiedatum: 19 mei 1992 - Label: Columbia Records - Formaten: cd, cassette | 30               | 155              | 9                |
| Let the Picture Paint Itself                             | - Publicatiedatum: 10 mei 1994 - Label: MCA Records - Formaten: cd, cassette      | —                | —                | —                |
| Jewel of the South                                       | - Publicatiedatum: 20 juni 1995 - Label: MCA Records - Formaten: cd, cassette     | —                | —                | —                |
| "—" geeft publicaties aan die niet in de hitlijst kwamen |                                                                                   |                  |                  |                  |

### De jaren 2000
| Titel                                                    | Albumdetails                                                                             | Hoogste posities | Hoogste posities | Hoogste posities |
| Titel                                                    | Albumdetails                                                                             | US Country       | US Heat          | US Indie         |
| -------------------------------------------------------- | ---------------------------------------------------------------------------------------- | ---------------- | ---------------- | ---------------- |
| The Houston Kid                                          | - Publicatiedatum: 13 februari 2001 - Label: Sugar Hill Records - Formaten: cd, cassette | 32               | —                | 19               |
| Fate's Right Hand                                        | - Publicatiedatum: 29 juli 2003 - Label: DMZ/Epic Records - Formaten: cd                 | 29               | 14               | —                |
| The Outsider                                             | - Publicatiedatum: 16 augustus 2005 - Label: Columbia Records - Formaten: cd, download   | 37               | 12               | —                |
| Sex & Gasoline                                           | - Publicatiedatum: 2 september 2008 - Label: Yep Roc Records - Formaten: cd, download    | 38               | —                | 35               |
| "—" geeft publicaties aan die niet in de hitlijst kwamen |                                                                                          |                  |                  |                  |

### De jaren 2010
| Titel                                                    | Albumdetails                                                                              | Hoogste posities | Hoogste posities | Hoogste posities | verkoopcijfers |
| Titel                                                    | Albumdetails                                                                              | US Country       | US               | US Indie         | verkoopcijfers |
| -------------------------------------------------------- | ----------------------------------------------------------------------------------------- | ---------------- | ---------------- | ---------------- | -------------- |
| Kin: Songs door Mary Karr & Rodney Crowell               | - Publicatiedatum: 5 Juni 2012 - Label: Vanguard Records - Formaten: cd, download         | 32               | —                | 37               |                |
| Old Yellow Moon(met Emmylou Harris)                      | - Publicatiedatum: 26 februari 2013 - Label: Nonesuch Records - Formaten: cd, download    | 4                | 29               | —                |                |
| Tarpaper Sky                                             | - Publicatiedatum: 15 april 2014 - Label: New West Records - Formaten: lp, cd, download   | 25               | 168              | 32               |                |
| The Traveling Kind(met Emmylou Harris)                   | - Publicatiedatum: May 12, 2015 - Label: Nonesuch Records - Formaten: cd, download        | 8                | 78               | —                |                |
| Close Ties                                               | - Publicatiedatum: 31 maart 2017 - Label: New West Records - Formaten: lp, cd, download   | 28               | 138              | —                | - US: 11,600   |
| Acoustic Classics                                        | - Publicatiedatum: 13 juli 2018 - Label: RC1 Records - Formaten: lp, cd, download         | —                | —                | —                |                |
| Christmas Everywhere                                     | - Publicatiedatum: 2 november 2018 - Label: New West Records - Formaten: lp, cd, download | —                | —                | —                | - US: 1,700    |
| Texas                                                    | - Publicatiedatum: 15 augustus 2019 - Label: RC1 Records - Formaten: lp, cd, download     | —                | —                | 13               | - US: 9,400    |
| "—" geeft publicaties aan die niet in de hitlijst kwamen |                                                                                           |                  |                  |                  |                |

## Compilatiealbums
| Titel                                                    | Albumdetails                                                                                  | Hoogste positie |
| Titel                                                    | Albumdetails                                                                                  | US Country      |
| -------------------------------------------------------- | --------------------------------------------------------------------------------------------- | --------------- |
| The Rodney Crowell Collection                            | - Publicatiedatum: 8 augustus 1989 - Label: Warner Bros. Records - Formaten: lp, cd, cassette | 65              |
| Greatest Hits                                            | - Publicatiedatum: 2 november 1993 - Label: Columbia Records - Formaten: cd, cassette         | —               |
| Soul Searchin'                                           | - Publicatiedatum: 1 december 1995 - Label: Columbia Records - Formaten: cd, cassette         | —               |
| Super Hits                                               | - Publicatiedatum: 1995 - Label: Columbia Records - Formaten: cd, cassette                    | —               |
| The Essential Rodney Crowell                             | - Publicatiedatum: 16 november 2004 - Label: Columbia/Legacy - Formaten: cd, download         | —               |
| The Platinum Collection                                  | - Publicatiedatum: 26 juni 2006 - Label: Rhino/WEA UK - Formaten: cd, download                | —               |
| Playlist: The Very Best of Rodney Crowell                | - Publicatiedatum: 29 mei 2012 - Label: Columbia/Legacy - Formaten: cd, download              | —               |
| "—" geeft publicaties aan die niet in de hitlijst kwamen |                                                                                               |                 |

## Singles

### De jaren 1970 en 1980
| Jaar                                                     | Single                                     | Hoogste posities | Hoogste posities | Hoogste posities | Hoogste posities | Hoogste posities | Album                             |
| Jaar                                                     | Single                                     | US Country       | US               | US AC            | AUS              | CAN Country      | Album                             |
| -------------------------------------------------------- | ------------------------------------------ | ---------------- | ---------------- | ---------------- | ---------------- | ---------------- | --------------------------------- |
| 1978                                                     | Elvira"                                    | 95               | —                | —                | —                | —                | Ain't Living Long Like This       |
| 1978                                                     | Baby Better Start Turnin' 'Em Down         | —                | —                | —                | —                | —                | Ain't Living Long Like This       |
| 1979                                                     | (Now and Then There's) A Fool Such as I    | 90               | —                | —                | —                | —                | Ain't Living Long Like This       |
| 1980                                                     | Ashes by Now                               | 78               | 37               | 46               | —                | —                | But What Will the Neighbors Think |
| 1980                                                     | Ain't No Money                             | —                | —                | —                | —                | —                | But What Will the Neighbors Think |
| 1980                                                     | Here Comes the 80's                        | —                | —                | —                | —                | —                | But What Will the Neighbors Think |
| 1981                                                     | Stars on the Water                         | 30               | —                | —                | 39               | 21               | Rodney Crowell                    |
| 1982                                                     | Victim or a Fool                           | 34               | —                | —                | —                | —                | Rodney Crowell                    |
| 1986                                                     | Let Freedom Ring                           | —                | —                | —                | —                | —                | Street Language                   |
| 1986                                                     | When I'm Free Again                        | 38               | —                | —                | —                | —                | Street Language                   |
| 1987                                                     | She Loves the Jerk                         | 71               | —                | —                | —                | —                | Street Language                   |
| 1987                                                     | Looking for You                            | 59               | —                | —                | —                | —                | Street Language                   |
| 1988                                                     | It's Such a Small World (met Rosanne Cash) | 1                | —                | —                | —                | 1                | Diamonds & Dirt                   |
| 1988                                                     | I Couldn't Leave You If I Tried            | 1                | —                | —                | —                | 1                | Diamonds & Dirt                   |
| 1988                                                     | She's Crazy for Leavin'                    | 1                | —                | —                | —                | 1                | Diamonds & Dirt                   |
| 1989                                                     | After All This Time                        | 1                | —                | —                | —                | 1                | Diamonds & Dirt                   |
| 1989                                                     | Above and Beyond                           | 1                | —                | —                | —                | 1                | Diamonds & Dirt                   |
| 1989                                                     | Many a Long and Lonesome Highway           | 3                | —                | —                | —                | 1                | Keys to the Highway               |
| "—" geeft publicaties aan die niet in de hitlijst kwamen |                                            |                  |                  |                  |                  |                  |                                   |

### De jaren 1990
| Jaar                                                     | Single                                      | Hoogste posities | Hoogste posities | Hoogste posities | Hoogste posities | Hoogste posities | Album                        |
| Jaar                                                     | Single                                      | US Country       | US AC            | CAN Country      | CAN              | CAN AC           | Album                        |
| -------------------------------------------------------- | ------------------------------------------- | ---------------- | ---------------- | ---------------- | ---------------- | ---------------- | ---------------------------- |
| 1990                                                     | If Looks Could Kill                         | 6                | —                | 4                | —                | —                | Keys to the Highway          |
| 1990                                                     | My Past Is Present                          | 22               | —                | 12               | —                | —                | Keys to the Highway          |
| 1990                                                     | Now That We're Alone                        | 17               | —                | 13               | —                | —                | Keys to the Highway          |
| 1991                                                     | Things I Wish I'd Said                      | 72               | —                | —                | —                | —                | Keys to the Highway          |
| 1992                                                     | Lovin' All Night                            | 10               | —                | 9                | —                | —                | Life Is Messy                |
| 1992                                                     | What Kind of Love                           | 11               | 9                | 2                | 47               | 5                | Life Is Messy                |
| 1992                                                     | It's Not for Me to Judge                    | —                | —                | —                | —                | —                | Life Is Messy                |
| 1992                                                     | Let's Make Trouble                          | —                | —                | 78               | —                | —                | Life Is Messy                |
| 1993                                                     | Even Cowgirls Get the Blues                 | —                | —                | —                | —                | —                | Greatest Hits                |
| 1994                                                     | Let the Picture Paint Itself                | 60               | —                | 50               | —                | —                | Let the Picture Paint Itself |
| 1994                                                     | Big Heart                                   | 75               | —                | 70               | —                | —                | Let the Picture Paint Itself |
| 1994                                                     | I Don't Fall in Love So Easy                | —                | —                | —                | —                | —                | Let the Picture Paint Itself |
| 1995                                                     | Please Remember Me                          | 69               | —                | —                | —                | —                | Jewel of the South           |
| 1998                                                     | I Walk the Line Revisited (met Johnny Cash) | 61               | —                | —                | —                | —                | The Houston Kid              |
| "—" geeft publicaties aan die niet in de hitlijst kwamen |                                             |                  |                  |                  |                  |                  |                              |

### De jaren 2000 en 2010
| Jaar                                                     | Single                                                   | Hoogste positie | Album                                       |
| Jaar                                                     | Single                                                   | US Country      | Album                                       |
| -------------------------------------------------------- | -------------------------------------------------------- | --------------- | ------------------------------------------- |
| 2001                                                     | I Walk the Line Revisited (met Johnny Cash; heruitgave)  | —               | The Houston Kid                             |
| 2001                                                     | Why Don't We Talk About It                               | —               | The Houston Kid                             |
| 2003                                                     | Fate's Right Hand                                        | —               | Fate's Right Hand                           |
| 2003                                                     | Earthbound                                               | 60              | Fate's Right Hand                           |
| 2005                                                     | The Obscenity Prayer (Give It to Me)                     | —               | The Outsider                                |
| 2006                                                     | Say You Love Me                                          | —               | The Outsider                                |
| 2008                                                     | Sex and Gasoline                                         | —               | Sex and Gasoline                            |
| 2012                                                     | I'm a Mess                                               | —               | Kin: Songs by Mary Karr & Rodney Crowell    |
| 2017                                                     | It Ain't Over Yet(met Rosanne Cash en John Paul White)   | —               | Close Ties                                  |
| 2017                                                     | Tobacco Road                                             | —               | A Tribute to John D. Loudermilk             |
| 2018                                                     | Shake Your Money Maker                                   | —               | Strange Angels: In Flight with Elmore James |
| 2019                                                     | Flatland Hillbillies(met Randy Rogers en Lee Ann Womack) | —               | Texas                                       |
| "—" geeft publicaties aan die niet in de hitlijst kwamen |                                                          |                 |                                             |

### Gastsingles
| Jaar | Single              | Artiest       | Album     |
| ---- | ------------------- | ------------- | --------- |
| 2011 | Hard Time Movin' On | David Bradley | Movin' On |

## Muziekvideos
| Jaar | Titel                                                                   | Regisseur                               |
| ---- | ----------------------------------------------------------------------- | --------------------------------------- |
| 1986 | Let Freedom Ring                                                        | David Hogan                             |
| 1988 | It's Such a Small World (met Rosanne Cash)                              | Edd Griles                              |
| 1988 | I Couldn't Leave You If I Tried                                         | Bill Pope                               |
| 1989 | After All This Time                                                     | Bill Pope                               |
| 1989 | Many a Long and Lonesome Highway                                        | Bill Pope                               |
| 1990 | If Looks Could Kill                                                     | Wayne Miller                            |
| 1991 | Things I Wish I'd Said                                                  |                                         |
| 1992 | Lovin' All Night                                                        | Joanne Gardner                          |
| 1993 | Even Cowgirls Get the Blues                                             | Joanne Gardner                          |
| 1994 | Let the Picture Paint Itself                                            | Gerry Wenner                            |
| 1994 | Big Heart                                                               | Joanne Gardner                          |
| 1995 | Please Remember Me                                                      | Bud Schaetzle                           |
| 2000 | I Walk the Line Revisited (met Johnny Cash)                             | Hannah Crowell/Stephen McCord/Dawn Nepp |
| 2003 | Earthbound                                                              | Nigel Dick                              |
| 2003 | Fate's Right Hand                                                       | Deb Haus/Jerad Sloan                    |
| 2008 | Sex and Gasoline                                                        |                                         |
| 2016 | It Ain't Over Yet (met Rosanne Cash, John Paul White en Mickey Raphael) |                                         |
| 2017 | Nashville 1972                                                          | Reid Long                               |